# Soptunna

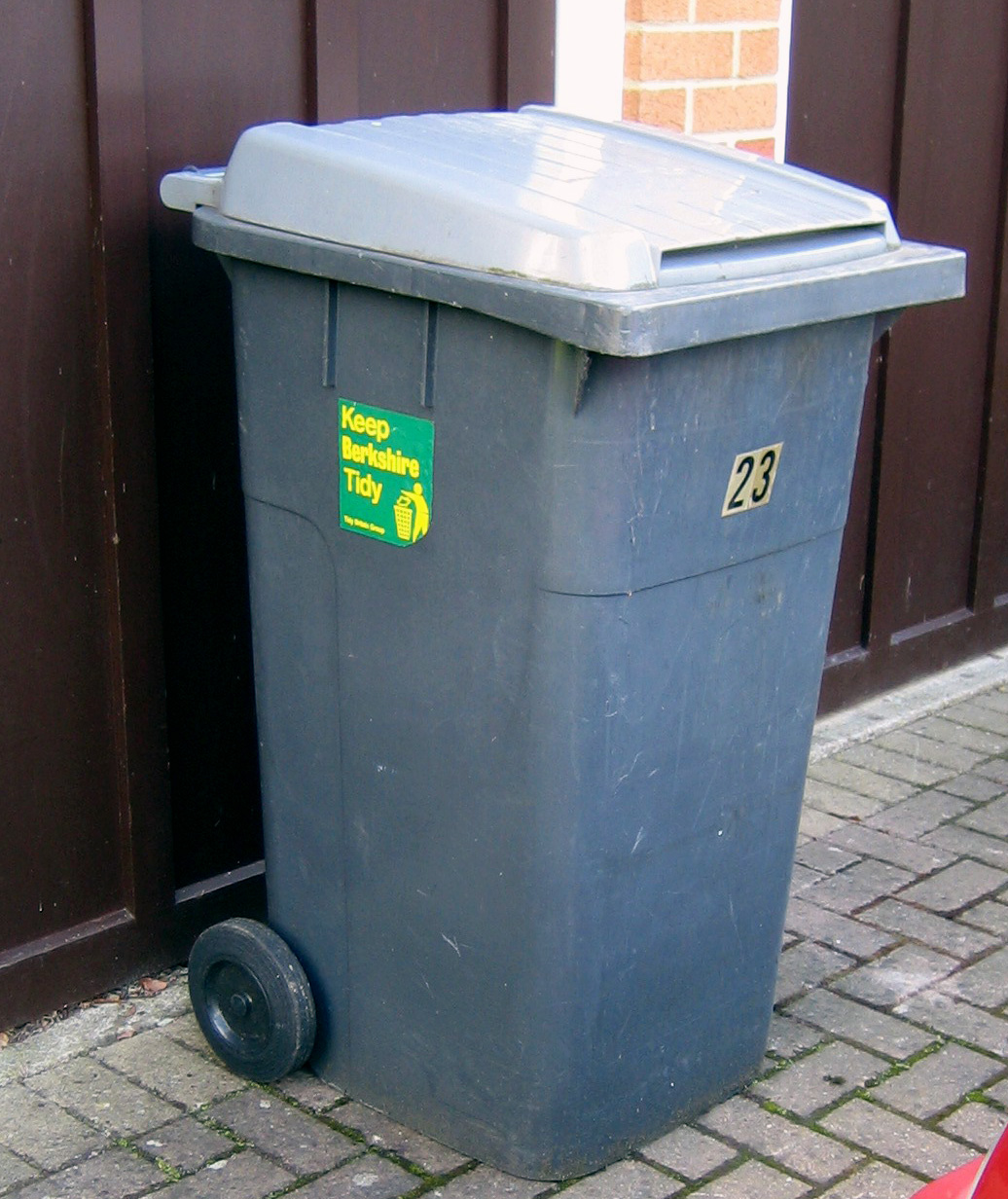
Modern kompositbehållare.

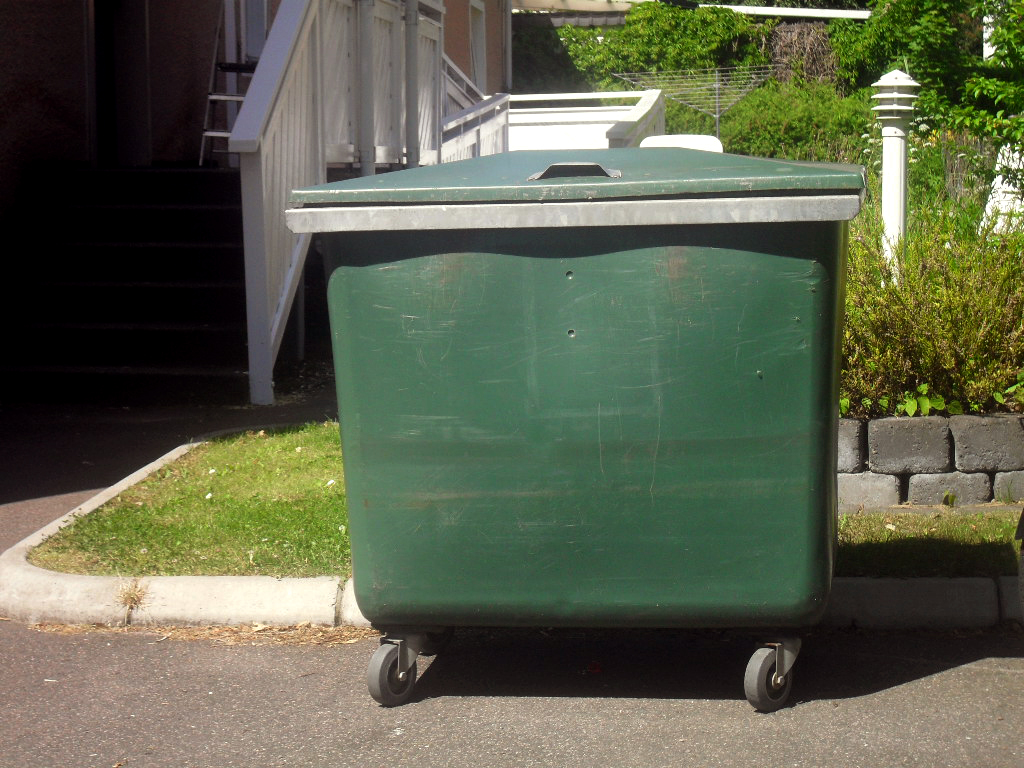
En soptunna.

Soptunna eller avfallscontainer är en behållare avsedd att kasta avfall i.
Innan soptunnans införande var det vanligt att människor levde i mindre bosättningar och gav soporna åt djuren, grävde ner dem eller samlade allt i högar utanför boplatsen.
Eugène-René Poubelle (1831–1907) såg till att boende i Paris samlade sina sopor i särskilda soptunnor. Poubelle blev sedan det franska ordet för soptunna.
Under den så kallade gårdsrenhållningens epok dominerade det cylindriska utförandet, med placering på innergårdarna. Därefter var det under många decennier olika invändigt säckklädda utformningar som gällde. Dessa har i våra dagar ersatts av kompositkärl i storleksintervallet 140 till 770 liter, där de större varianterna huvudsakligen används gemensamt av flera hushåll.

## Kända soptunnor
En känd soptunna i Sverige är den som användes i TV-programmet Plus. I den slängde programledaren Sverker Olofsson en vara eller symbolisk sak från ett av de företag som kritiserats i programmet.